# براكيموناس
براكيموناس (الاسم العلمي: Brachymonas) هي جنس من البكتيريا، سلبية الغرام، تتبع فصيلة الكوماموناسيات.

## أصنوفات
الأصنوفات الأدنى لهذا الكائن:
- كود سباركل
- تحديث القائمة

نوع:براكيموناس ملتهمة النفط 
اسم علمي: Brachymonas petroleovorans

نوع:براكيموناس نازعة للنترات 
اسم علمي: Brachymonas denitrificans

نوع:براكيموناس وامئية 
اسم علمي: Brachymonas chironomi